# Governo May II
Il Governo May II è stato il novantasettesimo governo del Regno Unito in carica dall'11 giugno 2017 al 24 luglio 2019, dopo la vittoria del Partito Conservatore alle elezioni generali del 2017.
Si è trattato di un governo di minoranza monocolore conservatore; in sede parlamentare, aveva l'appoggio esterno del Partito Unionista Democratico.

## Situazione Parlamentare
| Camera | Collocazione | Partiti | Seggi     |
| ------ | ------------ | --- | --------- |
| Camera | Maggioranza  | Conservatori (317), Partito Unionista Democratico (10) | 327 / 650 |
| Camera | Opposizione  | Laburisti (262),Partito Nazionale Scozzese (35), Liberal Democratici (12), Sinn Féin (7), Plaid Cymru (4), Partito Verde di Inghilterra e Galles (1), Partito dell'Alleanza dell'Irlanda del Nord (2) | 323 / 650 |

## Composizione
| Carica                                                 | Titolare | Titolare |
| ------------------------------------------------------ | --- | --- |
| Primo ministro                                         | | Theresa May |
| Ministro per l'Ufficio di Gabinetto                    | | Damian Green (nonché Primo Segretario di Stato) Fino al 20 dicembre 2017                                                |
| Ministro per l'Ufficio di Gabinetto                    | David Lidington (nonché Cancelliere del Ducato di Lancaster) Dall'8 gennaio 2018                               | |
| Cancelliere dello Scacchiere                           | | Philip Hammond |
| Affari interni                                         | | Amber Rudd Fino al 29 aprile 2018 (nonché Ministro per le donne e le pari opportunità, dal 9 gennaio al 30 aprile 2018) |
| Affari interni                                         | Sajid Javid Dal 30 aprile 2018                                                                                 | |
| Affari esteri e Commonwealth                           | | Boris Johnson Fino al 9 luglio 2018                                                                                     |
| Affari esteri e Commonwealth                           | Jeremy Hunt Dal 9 luglio 2018                                                                                  | |
| Uscita dall'Unione europea                             | | David Davis Fino all'8 luglio 2018                                                                                      |
| Uscita dall'Unione europea                             | Dominic Raab Dal 9 luglio al 15 novembre 2018                                                                  | |
| Uscita dall'Unione europea                             | Stephen Barclay Dal 16 novembre 2018                                                                           | |
| Difesa                                                 | | Michael Fallon Fino al 1º novembre 2017                                                                                 |
| Difesa                                                 | Gavin Williamson Fino al 1º maggio 2019                                                                        | |
| Difesa                                                 | Penny Mordaunt Dal 1º maggio 2019                                                                              | |
| Salute e affari sociali                                | | Jeremy Hunt Fino al 9 luglio 2018                                                                                       |
| Salute e affari sociali                                | Matt Hancock Dal 9 luglio 2018                                                                                 | |
| Lord cancelliere, Giustizia                            | | David Lidington Fino all'8 gennaio 2018                                                                                 |
| Lord cancelliere, Giustizia                            | David Gauke Dall'8 gennaio 2018                                                                                | |
| Istruzione                                             | | Justine Greening (nonché Ministro per le donne e le pari opportunità) Fino all'8 gennaio 2018                           |
| Istruzione                                             | Damian Hinds Dall'8 gennaio 2018                                                                               | |
| Commercio internazionale                               | | Liam Fox |
| Affari economici, energia e strategia industriale      | | Greg Clark |
| Ambiente, alimentazione e affari rurali                | | Michael Gove |
| Trasporti                                              | | Chris Grayling |
| Comunità e governo locale                              | | Sajid Javid Fino al 30 aprile 2018                                                                                      |
| Comunità e governo locale                              | James Brokenshire Dal 30 aprile 2018                                                                           | |
| Leader della Camera dei lord, Lord del sigillo privato | | Natalie Evans |
| Scozia                                                 | | David Mundell |
| Galles                                                 | | Alun Cairns |
| Irlanda del Nord                                       | | James Brokenshire Fino all'8 gennaio 2018                                                                               |
| Irlanda del Nord                                       | Karen Bradley Dall'8 gennaio 2018                                                                              | |
| Sviluppo internazionale                                | | Priti Patel Fino all'8 novembre 2017                                                                                    |
| Sviluppo internazionale                                | Penny Mordaunt Fino al 1º maggio 2019 (nonché Ministro per le donne e le pari opportunità, dal 30 aprile 2018) | |
| Digitale, cultura, media e sport                       | | Karen Bradley Fino all'8 gennaio 2018                                                                                   |
| Digitale, cultura, media e sport                       | Matt Hancock Dall'8 gennaio al 9 luglio 2018                                                                   | |
| Digitale, cultura, media e sport                       | Jeremy Wright Dal 9 luglio 2018                                                                                | |
| Lavoro e pensioni                                      | | David Gauke Fino all'8 gennaio 2018                                                                                     |
| Lavoro e pensioni                                      | Esther McVey Dall'8 gennaio al 15 novembre 2018                                                                | |
| Lavoro e pensioni                                      | Amber Rudd Dal 16 novembre 2018                                                                                | |
| Cancelliere del Ducato di Lancaster                    | | Patrick McLoughlin Fino all'8 gennaio 2018                                                                              |
| Cancelliere del Ducato di Lancaster                    | David Lidington (nonché Ministro per l'ufficio di gabinetto) Dall'8 gennaio 2018                               | |